# Голландское вторжение в Ломбок и Карангасем
Голландское вторжение в Ломбок и Карангасем началось в 1894 году и стало частью голландской колонизации Ост-Индии (нынешней Индонезии), в результате которой к началу XX века практически вся её территория, включая Ломбок и Бали, была захвачена голландцами.

## Предыстория
Остров Ломбок первоначально был населён сасаками, которые приняли ислам в XVI веке. Ряд балийских кланов из королевства Карангасем имели территории под своим управлением в западной части Ломбока, и одному из этих кланов, Матарам, удалось установить свой контроль над другими, в частности — над Сингараси, равно как и над значительной частью острова к 1839 году. С этого времени на Ломбоке стала активно распространяться балийская культура.
У королевства Матарам стали развиваться отношения с англичанами, в руки которых они даже передали всю внешнюю торговлю, но голландцы сумели пресечь распространение английского влияния, подписав с Матарамом договор в 1843 году. Матарам был союзником голландцев во время их вторжения на Бали в 1849 году, за что был награждён: королевство Карангасем на Бали стало его вассалом.

## Сасакское сопротивление
В 1891 году на Ломбоке началась война: мусульмане-сасаки из восточной части острова напали на запад Ломбока, восстав против балийского правителя Анак Агунг Нгурах. Это восстание было третьим восстанием сасаков после восстаний 1855 и 1871 года, которые были подавлены правителем Матарама, после чего он насильно призвал в свою армию тысячи сасакских воинов, чтобы вместе с ними попытаться атаковать балийское королевство Клунгкунг, захват которого сделал бы его формальным верховным королём Бали.
25 августа 1891 года сын правителя Анак Агунг Кетут был направлен против мятежного города Прая из ломбокского королевства Селапаранг во главе армии из 8000 солдат. 8 сентября туда были направлены дополнительно 3000 солдат под командованием второго сына правителя, Анака Агунга Мэйда. Когда королевская армия оказалась в тяжёлом положении, правитель Матарама попросил своего вассала Анака Агунга Джелантика, правителя Карангасема, прислать 1200 своих элитных солдат для подавления восстания. Война шла с 1891 по 1894 год, и армия Матарама, будучи самой передовой в регионе и обладавшая даже двумя современными боевыми кораблями, «Шри-Матарам» и «Шри-Чакра», смогла занять большую часть мятежных деревень и окружить остатки сасакских войск на небольшой территории острова.
20 февраля 1894 года сасаки официально обратились к голландцам с просьбой о вмешательстве и поддержке. Голландцы, видя в этом событии возможность расширить своё влияние в Ост-Индии, решили поддержать сасаков, которые просили их защиты, и начали препятствовать доставке оружия и боеприпасов для балийских правителей из Сингапура.

## Голландское вторжение (июль 1894 года)
Блокада с последнего оплота сопротивления сасаков не была снята, и голландская нота Матараму была отклонена. В июле 1894 года голландцы решили отправить на Ломбок военную экспедицию с целью свержения правителя Матарама. Из Батавии вышли три военных корабля — «Принц Хендрик», «Королева Эмма» и «Тромп», на бортах которых было 107 офицеров, 1320 европейских солдат, 948 туземных солдат и 386 лошадей.
В августе 1894 года балийцы решили сопротивляться голландскому вторжению (тогда как первоначально после высадки особого сопротивления не было). Они напали на голландский военный лагерь около дворца Мауро в Какранегаре, в котором было 900 человек, ночью, застав голландцев врасплох, и устроили резню, убив более 500 солдат, матросов и кули. Среди погибших был генерал ван Хэм, командовавший войсками экспедиции. Голландцы отступили и окопались в укреплениях на побережье.

## Голландское наступление (ноябрь 1894 года)
Однако вскоре голландцы вернулись с большим подкреплением под командованием генерала Веттера. На Матарам началось наступление большой голландской армии, вследствие чего это государство было полностью уничтожено. 8 ноября 1894 года голландцы провели массированные артиллерийские бомбардировки в Какранегаре, разрушив королевский дворец, убив около 2000 балийцев и потеряв 166 человек.
К концу ноября 1894 года голландцы уничтожили все балийские позиции на Ломбоке. Были убиты тысячи человек, оставшиеся сдались или совершили «пупутан» — ритуальное самоубийство.
Ломбок и Карангасем стали частью Голландской Ост-Индии и управлялись с Бали. Густи Геде Джелантик стал вассалом голландцев и их «регентом» на этой территории, его правление продолжалось с 1894 по 1902 годы.
Сокровища королей Ломбока достались голландцам, в том числе 230 килограмм золота, 7000 килограмм серебра и множество ювелирных изделий. Вскоре Бангли и Ганьяр также приняли голландский протекторат, но южные королевства Бали оставались независимыми вплоть до голландского вторжения на остров в 1906 году.